# Rompedor do Convênio
Um Rompedor do Convênio ou o ato de romper o Convênio é um termo usado pelos bahá'ís para referir-se a uma forma de heresia. Sendo declarado um Rompedor do Convênio por uma autoridade máxima da Fé Bahá'í — que desde 1963 é a Casa Universal de Justiça, instituição máxima da Fé Bahá'í — é de forma semelhante ao chérem no judaísmo, excomunhão no cristianismo ou ao takfir no islamismo.

## Definição
O rompimento do Convênio não se refere aos ataques daqueles que não são bahá'ís ou aos membros que deixaram a Fé Bahá'í por discordar com seus princípios. Na verdade ele se refere às campanhas internas de oposição no qual o Rompedor do Convênio é visto como aquele que desafia a sucessão da Fé e que ameaça a divisão interna, ou aquele que apóia uma sucessão alternativa de autoridade ou estrutura administrativa.
Em uma carta a um indivíduo enviada em 23 de Março de 1975, a Casa Universal de Justiça escreveu:
| “ | Quando uma pessoa declarar a sua aceitação de Bahá'u'lláh como um Manifestante de Deus ele se torna comprometido ao Covênio e aceita a totalidade de Sua Revelação. Se ele então mudar e atacar Bahá'u'lláh ou a Instituição Central da Fé ele estará violando o Covênio. Se isso acontecer todos os esforços devem ser feitos para ajudar a pessoa a considerar a falta de lógica e o erro de suas ações, mas se persistir ele deve, de acordo com as próprias instruções de Bahá'u'lláh, ser afastado por ser um Rompedor do Convênio. | ” |

O termo "Rompedor do Convênio" ou, em árabe, naqidin, foi usado pela primeira vez por `Abdu'l-Bahá para descrever os partidários de seu irmão Mírzá Muhammad `Alí, que opôs-se a sua liderança. Na obra A Última Vontade e Testamento de `Abdu'l-Bahá, ele apontou Shoghi Effendi como o Guardião da Fé Bahá'í, pediu para que fosse eleita eventualmente a Casa Universal de Justiça, e definiu da mesma maneira que a oposição contra estas duas autoridades seria romper o Convênio. `Abdu'l-Bahá aconselhou para todos os Bahá'ís a se afastarem de qualquer um que se opôr ao Convênio: "...um dos maiores e mais fundamentais princípios da Causa de Deus é se afastar e evitar inteiramente os Rompedores do Convênio, pois destruirão totalmente a causa de Deus, exterminarão Sua Lei e não darão em conta todos os esforços feitos no passado."